# Tahikininski receptor 2
Tahikininski receptor 2, receptor supstance-K, je protein koji je kod čoveka kodiran TACR2 genom.
Ova gen pripada familiji gena koji dejstvuju kao receptori za tahikinine. Receptorski afiniteti određeni varijacijama 5'-kraja sekvence. Ovi receptori pripadaju familiji proteina koja interaguje sa G proteinima i sadrži sedam hidrofobnih transmembranskih regiona. Ovaj gen kodira receptor za tahikinin neuropeptida supstance K, koji je takođe poznat kao neurokinin A.

## Selektivni ligandi
Nekoliko selektivnih liganda je dostupno za , i mada su većina jedinjenja razvijenih do sad peptidi, jedan mali-molekul, antagonist Saredutant je u kliničkim ispitivanjima kao anksiolitik i antidepresant.

### Agonisti
- je potentan i selektivan agonist, . On sadrži 7-aminokiselinski polipeptidni lanac.

### Antagonisti
- Ibodutant
- Saredutant
- je potentan i selektivan antagonist. On sadrži 7-aminokiselinski polipeptidni lanac.

## Dodatna literatura
- Maggi, C. A.; S, Giuliani; R, Patacchini;  . (1992). „Tachykinin antagonists inhibit nerve-mediated contractions in the circular muscle of the human ileum. Involvement of neurokinin-2 receptors.”. Gastroenterology. 102 (1): 88—96. PMID 1370160.
- Gerard NP, Gerard C (1991). „Molecular cloning of the human neurokinin-2 receptor cDNA by polymerase chain reaction and isolation of the gene.”. Ann. N. Y. Acad. Sci. 632: 389—90. PMID 1659296. doi:10.1111/j.1749-6632.1991.tb33132.x.
- Cyr, C.; V, South; A, Saltzman;  . (1991). „Cloning, expression of the human substance K receptor, and analysis of its role in mitogenesis.”. Ann. N. Y. Acad. Sci. 632: 426—7. PMID 1659297. doi:10.1111/j.1749-6632.1991.tb33144.x.
- Morten JE, Hopkins B, Powell SJ, Graham A (1992). „Human NK-2 receptor gene maps to chromosome region 10q11-21.”. Hum. Genet. 88 (2): 200—3. PMID 1661704.
- Graham, A.; B, Hopkins; SJ, Powell;  . (1991). „Isolation and characterisation of the human lung NK-2 receptor gene using rapid amplification of cDNA ends.”. Biochem. Biophys. Res. Commun. 177 (1): 8—16. PMID 1710456. doi:10.1016/0006-291X(91)91940-E.
- Gerard NP, Eddy RL, Shows TB, Gerard C (1991). „The human neurokinin A (substance K) receptor. Molecular cloning of the gene, chromosome localization, and isolation of the cDNA from tracheal and gastric tissues.”. J. Biol. Chem. 266 (2): 1354. PMID 1845990.
- Kris, R. M.; V, South; A, Saltzman;  . (1991). „Cloning and expression of the human substance K receptor and analysis of its role in mitogenesis.”. Cell Growth Differ. 2 (1): 15—22. PMID 1848773.
- Gerard NP, Eddy RL, Shows TB, Gerard C (1990). „The human neurokinin A (substance K) receptor. Molecular cloning of the gene, chromosome localization, and isolation of cDNA from tracheal and gastric tissues.”. J. Biol. Chem. 265 (33): 20455—62. PMID 2173708.
- Alblas J, van Etten I, Khanum A, Moolenaar WH (1995). „C-terminal truncation of the neurokinin-2 receptor causes enhanced and sustained agonist-induced signaling. Role of receptor phosphorylation in signal attenuation.”. J. Biol. Chem. 270 (15): 8944—51. PMID 7721803. doi:10.1074/jbc.270.15.8944.
- Bhogal N, Donnelly D, Findlay JB (1994). „The ligand binding site of the neurokinin 2 receptor. Site-directed mutagenesis and identification of neurokinin A binding residues in the human neurokinin 2 receptor.”. J. Biol. Chem. 269 (44): 27269—74. PMID 7961636.
- Arkinstall, S.; I, Emergy; D, Church;  . (1994). „Calcium influx and protein kinase C alpha activation mediate arachidonic acid mobilization by the human NK-2 receptor expressed in Chinese hamster ovary cells.”. FEBS Lett. 338 (1): 75—80. PMID 8307161. doi:10.1016/0014-5793(94)80119-3.
- Brunelleschi S, Bordin G, Colangelo D, Viano I (1999). „Tachykinin receptors on human monocytes: their involvement in rheumatoid arthritis.”. Neuropeptides. 32 (3): 215—23. PMID 10189055. doi:10.1016/S0143-4179(98)90040-3.
- Patacchini, R.; S, Giuliani; A, Turini;  . (2000). „Effect of nepadutant at tachykinin NK(2) receptors in human intestine and urinary bladder.”. Eur. J. Pharmacol. 398 (3): 389—97. PMID 10862829. doi:10.1016/S0014-2999(00)00346-0.
- Bellucci, F.; F, Carini; C, Catalani;  . (2002). „Pharmacological profile of the novel mammalian tachykinin, hemokinin 1.”. Br. J. Pharmacol. 135 (1): 266—74. PMC 1573107 . PMID 11786503. doi:10.1038/sj.bjp.0704443.
- Patacchini, R.; G, Barbagli; E, Palminteri;  . (2002). „Tachykinin NK1 and NK2 receptors mediate inhibitory vs excitatory motor responses in human isolated corpus cavernosum and spongiosum.”. Br. J. Pharmacol. 135 (6): 1351—4. PMC 1573278 . PMID 11906947. doi:10.1038/sj.bjp.0704650.
- Candenas, M. L.; CG, Cintado; JN, Pennefather;  . (2002). „Identification of a tachykinin NK(2) receptor splice variant and its expression in human and rat tissues.”. Life Sci. 72 (3): 269—77. PMID 12427486. doi:10.1016/S0024-3205(02)02240-3.
- Strausberg, R. L.; EA, Feingold; LH, Grouse;  . (2003). „Generation and initial analysis of more than 15,000 full-length human and mouse cDNA sequences.”. Proc. Natl. Acad. Sci. U.S.A. 99 (26): 16899—903. PMC 139241 . PMID 12477932. doi:10.1073/pnas.242603899.
- Bandari, P. S.; J, Qian; HS, Oh;  . (2003). „Crosstalk between neurokinin receptors is relevant to hematopoietic regulation: cloning and characterization of neurokinin-2 promoter.”. J. Neuroimmunol. 138 (1-2): 65—75. PMID 12742655. doi:10.1016/S0165-5728(03)00096-1.
- Zhao A, Shea-Donohue T (2003). „PAR-2 agonists induce contraction of murine small intestine through neurokinin receptors.”. Am. J. Physiol. Gastrointest. Liver Physiol. 285 (4): G696—703. PMID 12801882. doi:10.1152/ajpgi.00064.2003.
- Ota, T.; Y, Suzuki; T, Nishikawa;  . (2004). „Complete sequencing and characterization of 21,243 full-length human cDNAs.”. Nat. Genet. 36 (1): 40—5. PMID 14702039. doi:10.1038/ng1285.

## Spoljašnje veze
- „Tachykinin Receptors: NK2”. IUPHAR Database of Receptors and Ion Channels. International Union of Basic and Clinical Pharmacology. Архивирано из оригинала 31. 05. 2012. г.